# St. Louis Film Critics Association Awards 2021
Le cerimonia della 18ª edizione St. Louis Film Critics Association Awards è stata presentata il 12 dicembre 2021.

## Vincitori e candidature

### Miglior film
- Licorice Pizza, regia di Paul Thomas Anderson
- Belfast, regia di Kenneth Branagh
- Il potere del cane (The Power of the Dog), regia di Jane Campion
- The Tragedy of Macbeth, regia di Joel Coen
- West Side Story, regia di Steven Spielberg

### Miglior attore
- Nicolas Cage - Pig - Il piano di Rob (Pig)
- Andrew Garfield - Tick, Tick... Boom!
- Benedict Cumberbatch - Il potere del cane (The Power of the Dog)
- Will Smith - Una famiglia vincente - King Richard (King Richard)
- Denzel Washington - The Tragedy of Macbeth

### Miglior attore non protagonista
- Kodi Smit-McPhee - Il potere del cane (The Power of the Dog)
- Ben Affleck - The Last Duel
- Bradley Cooper - Licorice Pizza
- Ciarán Hinds - Belfast
- Jared Leto - House of Gucci

### Miglior attrice
- Kristen Stewart - Spencer
- Jessica Chastain - Gli occhi di Tammy Faye (The Eyes of Tammy Faye)
- Olivia Colman - La figlia oscura
- Lady Gaga - House of Gucci
- Nicole Kidman - Being the Ricardos

### Miglior attrice non protagonista
- Ann Dowd - Mass
- Kirsten Dunst - Il potere del cane (The Power of the Dog)
- Aunjanue Ellis - Una famiglia vincente - King Richard (King Richard)
- Rita Moreno - West Side Story
- Ruth Negga - Due donne - Passing (Passing)

### Miglior regista
- Jane Campion - Il potere del cane (The Power of the Dog)
- Paul Thomas Anderson - Licorice Pizza
- Wes Anderson - The French Dispatch of the Liberty, Kansas Evening Sun
- Kenneth Branagh - Belfast
- Steven Spielberg - West Side Story
- Denis Villeneuve - Dune

### Migliore adattamento della sceneggiatura
- Jane Campion - Il potere del cane (The Power of the Dog)
- Sian Heder - I segni del cuore (CODA)
- Ryūsuke Hamaguchi e Takamasa Ōe - Drive My Car -
- Eric Roth, Jon Spaihts e Denis Villeneuve - Dune
- Tony Kushner - West Side Story

### Migliore sceneggiatura originale
- Fran Kranz - Mass
- Aaron Sorkin - Being the Ricardos
- Kenneth Branagh - Belfast
- Paul Thomas Anderson - Licorice Pizza
- Michael Sarnoski e Vanessa Block - Pig - Il piano di Rob (Pig)

### Miglior fotografia
- Ari Wegner - Il potere del cane (The Power of the Dog)
- Haris Zambarloukos - Belfast
- Greig Fraser - Dune
- Bruno Delbonnel - The Tragedy of Macbeth
- Janusz Kamiński - West Side Story

### Migliore montaggio
- Paul Machliss - Ultima notte a Soho (Last Night in Soho)
- Úna Ní Dhonghaíle - Belfast
- Joe Walker - Dune
- Andy Jurgensen - Licorice Pizza
- Sarah Broshar e Michael Kahn - West Side Story

### Migliori musiche
- Crudelia (Cruella)
- Ultima notte a Soho (Last Night in Soho)
- Licorice Pizza
- The Tender Bar
- West Side Story

### Migliori effetti speciali
- Dune
- Black Widow
- Finch
- Free Guy - Eroe per gioco (Free Guy)
- The Tragedy of Macbeth

### Miglior scenografia
- Adam Stockhausen - The French Dispatch of the Liberty, Kansas Evening Sun
- Patrice Vermette - Dune
- Marcus Rowland - Ultima notte a Soho (Last Night in Soho)
- Tamara Deverell - La fiera delle illusioni - Nightmare Alley (Nightmare Alley)
- Adam Stockhausen - West Side Story

### Miglior cast
- Mass
- Being the Ricardos
- Belfast
- The French Dispatch of the Liberty, Kansas Evening Sun
- Licorice Pizza

### Migliore scena
- Licorice Pizza - Guida in retromarcia
- Belfast - Buddy si blocca quando i ribelli arrivano
- Ultima notte a Soho (Last Night in Soho) - Eloise e Sandi ballano con Jack
- Tick, Tick... Boom! - Brunch domenicale
- West Side Story - "America"

### Migliore colonna sonora
- Hans Zimmer - Dune
- Nicholas Britell - Don't Look Up
- Jonny Greenwood - Il potere del cane (The Power of the Dog)
- Jonny Greenwood - Spencer
- Carter Burwell - The Tragedy of Macbeth

### Migliori costumi
- Jenny Beavan - Crudelia (Cruella)
- Robert Morgan e Jacqueline West - Dune
- Janty Yates - House of Gucci
- Odile Dicks-Mireaux - Ultima notte a Soho (Last Night in Soho)
- Jacqueline Durran - Spencer

### Miglior film internazionale
- Drive My Car (Doraibu mai kā), regia di Ryūsuke Hamaguchi • Giappone
- Flee (Flugt), regia di Jonas Poher Rasmussen • Danimarca
- È stata la mano di Dio, regia di Paolo Sorrentino • Italia
- Un eroe (Qahremān), regia di Asghar Farhadi • Iran
- Titane, regia di Julia Ducournau • Francia

### Miglior film d'azione
- Shang-Chi e la leggenda dei Dieci Anelli (Shang-Chi and the Legend of the Ten Rings), regia di Destin Daniel Cretton
- Black Widow, regia di Cate Shortland
- Free Guy - Eroe per gioco (Free Guy), regia di Shawn Levy
- Io sono nessuno (Nobody), regia di Ilya Naishuller
- No Time to Die, regia di Cary Fukunaga

### Miglior film commedia
- Licorice Pizza, regia di Paul Thomas Anderson
- Don't Look Up, regia di Adam McKay
- Free Guy - Eroe per gioco (Free Guy), regia di Shawn Levy
- The French Dispatch of the Liberty, Kansas Evening Sun, regia di Wes Anderson
- I Mitchell contro le macchine (The Mitchells vs the Machines), regia di Mike Rianda e Jeff Rowe

### Miglior film d'animazione
- I Mitchell contro le macchine (The Mitchells vs the Machines), regia di Mike Rianda e Jeff Rowe
- Encanto, regia di Charise Castro Smith
- Flee (Flugt), regia di Jonas Poher Rasmussen
- Luca, regia di Enrico Casarosa
- Vivo, regia di Kirk DeMicco

### Miglior film horror
- A Quiet Place II (A Quiet Place Part II), regia di John Krasinski
- Candyman, regia di Nia DaCosta
- Dýrið, regia di Valdimar Jóhannsson
- Ultima notte a Soho (Last Night in Soho), regia di Edgar Wright
- Titane, regia di Julia Ducournau

### Miglior documentario
- Flee (Flugt), regia di Jonas Poher Rasmussen
- The Rescue, regia di Elizabeth Chai Vasarhelyi e Jimmy Chin
- Summer of Soul (...Or, When the Revolution Could Not Be Televised), regia di Ahmir Khalib Thompson
- Tina, regia di T. J. Martin e Daniel Lindsay
- The Velvet Underground, regia di Todd Haynes